# ヒゲンジツシュギ

ヒゲンジツシュギは、2012年10月に結成されたロックバンド。

## メンバー
- 宮地克也
ボーカル、ギター、担当。1984年8月26日（40歳）生まれ、高知県大月町出身。
- はんやるはるや
ギター。

## 来歴
ボーカル・ギターの宮地克也は大学卒業後、故郷の大月町職員として働いていたがうつ病を発症し、休職。療養中に歌を口ずさめば気分が晴れ、生きていると感じたことから「ろくにギターも弾けないのに」退職し、25歳で上京する。
ギターのはんやるはるやは長年イジメに合った経験から、人との関わり合いに心を閉ざし引きこもりとなる。
引きこもりから脱するべく唯一の取り柄である音楽に救いを求め、2011年、何年か振りに外に出てライブをした時に宮地と出会う。
2013年にヒゲンジツシュギを結成。

結成当初は新宿駅での路上ライブに活動を限定しファンクラブ1000人プロジェクトを実施。道行く人にアンケートを手渡しファンクラブ登録をして貰う活動を約一年間実施。
ようやく達成した2014年に1st mini album「ヒゲンジツシュギ」をリリースしデビュー。以来全国のライブハウスや地元高知を中心とした観光イベントに出演。現在までに県内外約80の学校での人権コンサートに出演し、テレビやラジオ、新聞など各メディアで度々取り上げられている。
2016年3月、ベストアルバム「光と影」がデイリーオリコンチャート第10位を獲得。また、この年高知へ拠点を移す。現在は高知を拠点に活動中。
2022年11月23日、日本コロムビアよりメジャーデビューした。

## 出演
（出典は公式サイトのプロフィール に基づく）
- 土佐の「おきゃく」2017・2018
- 高知春花まつり 2018
- 高知こども食堂
- 四国アイランドリーグ開会式
- ジブラルタ生命　カンファレンス
- おまちde結婚式in帯屋町

## 楽曲タイアップ、テーマソング等
（出典は公式サイトのプロフィール に基づく）
- ジブラルタ生命ラジオCM曲「僕のいる世界」
- ダイドードリンコ miu エリア CM「Change My World」
- まひろのま～まっ旅～ ( 高知放送 ) 主題歌「Change My World(new version)」
- 高知ケータイ求人はたらコウチTVCM 「CROW」
- 高知ドリームプランプレゼンテーションテーマソング 「夢と歯車」
- 有限会社じぃんず工房おおがたCM　「START」
- 高知Color「三十路の大忘年会」エンディング曲「Gift」
- RKC番組黒潮ハーツCM＆本編挿入歌「START」「ありがとう」「夢のステージへ」
- 土佐中村一條太鼓テーマソング「鼓動」
- りぼんウェディング TVCM曲「結心ダーリンMix」
- 高知トヨペット新型ハリアー CM 「SUNNY DRIVE」「Horizon」
- (株)e ステップ TVCM ＆ 高知市役所・南国市役所ビジョン広告「光と影」
- 高知県立日高特別支援学校高知みかづき分校合唱曲「青と光」
- 合同会社ショープロジェクトCM ＆ ほっとこうちビジョン広告曲
- ビビットハウジングCM　サウンドロゴ＆ボイスロゴ
- 公益社団法人　高知県獣医師会TVCM「春風にのせて」
- 演劇祭KOCHI2022　OMS戯曲賞受賞作品　舞台「花を摘む人」主題歌＆劇中曲
- よさこい楽曲
  - JR四国踊子隊
  - りぼんde Yosakoi結心
  - 土佐長宗我部～鯨波～
  - 夢や本舗(東京)
  - 夕凪(和歌山)
  - 亜空遊師
  - 幡多舞人
  - 第一コンサルタンツ
  - とさ自由学校